# マアティア・トアファ
マアティア・トアファ（英語: Maatia Toafa、1954年5月1日 - ）は、ツバルの政治家。同国の首相を2期務めた。

## 経歴
政界入りする前はフィジー、スバの太平洋諸島フォーラムの事務局に勤めた。

### 首相（1期目）
2004年8月27日に当時のサウファトゥ・ソポアンガ首相の内閣不信任決議が可決され、ソポアンガ内閣は総辞職、首相自身も議員を解任された。そのため、副首相だったトアファが首相代行に就任。その後、10月11日にソポアンガが自身の選挙区で再選されたのに時を同じくして正式に首相に選出された。これまでの慣例に従い、外務相も兼務した。2006年の総選挙中に国会で再選されたが、選挙で4名の閣僚が落選したため、その後の首相選挙でアピサイ・イエレミアに敗れた。同年8月14日に、イエレミアに首相職を明け渡した。
2006年から2010年にかけて続いたイエレミア内閣では、国会で野党の指導者となった。

### 首相（2期目）
2010年の総選挙で、地元のナヌメア選挙区から再選されたトアファは、そのおよそ10日後の9月29日に行われた首相選挙で全15議員のうち8票を得て、次期首相に選出された（この他の7票はカウセア・ナタノ議員に流れた）。現職のイエレミアは続投に意欲を見せていなかった。選挙結果はイアコバ・イタレリ総督により発表され、即日首相に就任、その数日後に組閣した。
就任にあたって、トアファは全国9島民すべての「基本的欲求を満たす安全確保に努める」と「ツバル・ニュース」に言明し、わけても「経済基盤の構築」に急ピッチで取り組む構えを見せた。これには援助国とのパートナーシップが不可欠であることから、この拡大にも努めるとした。さらに、気候変動の影響をもろにこうむる「小国をまもるべく、積極的に行動する」と意欲を見せた。
しかしながら、同年12月21日には内閣不信任決議案が国会に提出され、内務大臣のウィリー・テラヴィが野党側に寝返り、結果的に8対7と一票差で賛成が反対を上回り可決。3ヶ月で政権は崩壊した。動議の提出理由について、メディアは「国民の海外治療に対する医療費の全額負担など、特定の予算に議員らの懸念があった」と報じた。次期首相には内閣で副首相と外務大臣と環境大臣を兼務したエネレ・ソポアンガを推したが、12月24日の首相選挙でテラヴィ候補に敗れた。